# Öfladorna
Öfladorna este o arie protejată (sit de importanță comunitară — SCI) din Finlanda întinsă pe o suprafață de 10 ha, integral pe uscat.

## Localizare
Centrul sitului Öfladorna este situat la coordonatele 60°00′37″N 20°12′22″E / 60.01025°N 20.20618°E.

## Înființare
Situl Öfladorna a fost declarat sit de importanță comunitară în octombrie 2020 pentru a proteja un număr necunoscut de specii din flora spontană și fauna sălbatică aflate în arealul zonei.

## Biodiversitate
Situată în ecoregiunea boreală, aria protejată conține 2 habitate naturale: Mlaștini alcaline, Mlaștini turboase de tranziție și turbării mișcătoare.
La baza desemnării sitului se află un număr nedeclarat de specii protejate.